# Tuliševica
Tuliševica (olaszul: Tulliano) falu Horvátországban, Tengermellék-Hegyvidék megyében. Közigazgatásilag Lovranhoz tartozik.

## Fekvése
Fiume központjától 16 km-re, községközpontjától 2 km-re délnyugatra a Tengermelléken, az Isztriai-félsziget északkeleti részén, az Učka-hegység keleti lejtőin  fekszik.

## Története
A római uralom előtt területe a libur nép hazája volt, majd a rómaiak után a keleti gótok és a bizánciak uralma következett. A 14. századtól 1918-ig a Habsburg birodalomhoz tartozott. 
A településnek 1857-ben 729, 1910-ben 289 lakosa volt. Az első világháború után az Olasz Királyság szerezte meg ezt a területet, majd az olaszok háborúból kilépése után 1943-ban német megszállás alá került. 1945 után a területet Jugoszláviához csatolták, majd ennek széthullása után a független Horvátország része lett. A településnek 2011-ben 200 lakosa volt.

## Lakosság
| Lakosság változása | Lakosság változása | Lakosság változása | Lakosság változása | Lakosság változása | Lakosság változása | Lakosság változása | Lakosság változása | Lakosság változása | Lakosság változása | Lakosság változása | Lakosság változása | Lakosság változása | Lakosság változása | Lakosság változása | Lakosság változása |
| ------------------ | ------------------ | ------------------ | ------------------ | ------------------ | ------------------ | ------------------ | ------------------ | ------------------ | ------------------ | ------------------ | ------------------ | ------------------ | ------------------ | ------------------ | ------------------ |
| 1857               | 1869               | 1880               | 1890               | 1900               | 1910               | 1921               | 1931               | 1948               | 1953               | 1961               | 1971               | 1981               | 1991               | 2001               | 2011               |
| 729                | 646                | 363                | 345                | 392                | 389                | 813                | 790                | 256                | 202                | 211                | 208                | 201                | 172                | 216                | 200                |